# August Württemberský
August Württemberský (Fridrich August Eberhard; 24. ledna 1813, Stuttgart – 12. ledna 1885, Ban de Teuffer) byl královský pruský generálplukovník jezdectva s hodností generalfeldmarschall a po více než dvacet let velící generál strážního sboru. Byl členem rodu Württemberků a württemberským princem.

## Rodina
August se narodil jako páté a nejmladší dítě prince Pavla Württemberského, bratra krále Viléma I. Württemberského, a jeho manželky Šarloty Sasko-Hildburghausenské.

## Vojenská kariéra
Po šestnácti letech vojenské služby pro Württemberské království byl August v roce 1831 jmenován rytmistrem 1. jízdního pluku. V dubnu 1831 mu jeho strýc Vilém I. Württemberský udělil povolení sloužit v pruské armádě.
V pruské armádě byl August přiřazen ke Gardes du Corps a o rok později byl povýšen na majora. V roce 1836 byl jmenován podplukovníkem a v roce 1838 plukovníkem. Sloužil jako velitel pluku strážních kyrysníků. V roce 1844 se August jako generálmajor ujal vedení 1. gardové jízdní brigády a již v roce 1850 byl povýšen na generálporučíka. V letech 1854 až 1856 velel 7. divizi v Magdeburgu. V září 1857 sloužil jako generál III. sboru, ale 3. června 1858 se sta velícím generálem strážního sboru. Tuto pozici zastával 20 let.
Během prusko-rakouské války v roce 1866 August, jako generál jezdectva, a jeho sbor patřil k armádě pruského korunního prince Fridricha. Vedl ji do vítězných bitev u Sooru a Burkersdorf Burkersdorfu. Bitva u Hradce Králové 3. července 1866 byla svědkem rozhodující okupace Chlumu jeho jednotkami. Významný podíl na jejich vítězství byl však připisován Augustovu náčelníkovi štábu, podplukovníkovi Ferdinandovi von Dannenberg. Po této akci udělil Vilém I. Pruský Augustovi řád Pour le Mérite a jmenoval jej čestným plukovníkem pluku Posen Ulan číslo 10 v Züllichau, který až do svého rozpuštění v roce 1919 nesl jeho jméno.
Prusko-francouzské války se strážní sbor účastnil v bitvě u Gravelotte 18. srpna 1870. Útok na širokou pláň byl proveden narychlo a bez podpory dělostřelecké palby. Proto nemohlo být zneužito ani následné obklíčení nepřítele vojsky saské armády. Strážní sbor byl pod vedením Augusta přidělen saskému korunnímu princi Albertovi a účastnil se bitvy u Sedanu a částečně i obléhání Paříže. Náčelníkem štábu během pozdější kampaně byl stále Ferdinand von Dannenberg, povýšený na generálmajora.
Po konci války se August nadále věnoval vedení svého sboru. Za služby králi byl vyznamenán dubovými listy řádu Pour le Mérite a oběma třídami Železného kříže. 2. září 1873 byl jmenován generálplukovníkem jezdectva s hodností polní maršál. Na místo polního maršála Friedricha Grafa von Wrangel byl August přeložen v červnu 1878 do Oberkommando der Marken a zůstal v této pozici další čtyři roky. 24. srpna 1882 požádal o propuštění z aktivní služby, které mu bylo uděleno tím, že se stal rytířem řádu černé orlice.

## Úmrtí a odkaz
Během loveckého výletu v Zehdenicku u Berlína August 12. ledna 1885 ve věku 71 let zemřel. Pohřeb se konal o čtyři měsíce později v berlínském posádkovém kostele. Poté byl převezen na zámek v Ludwigsburgu, kde byl uložen v zámecké kapli. Fort August von Württemberg, jedno z vnitřních opevnění Mét, bylo pojmenováno na jeho počest.

## Württembergerská komora lordů
Jako princ rodu Württemberků byl August od roku 1830 jedním z pánů Württembergische Landstände, nikdy se ale neúčastnil jejich setkání. Zastupovali ho další členové komory, posledním byl Andreas Renner.

## Manželství a potomci
August se 14. listopadu 1868 morganaticky oženil s Marií Bethgeovou, s níž měl jednu dceru:
- Helena von Wardenberg (18. 4. 1865 Berlín – 25. 9. 1938 Postupim)
  - ⚭ 1884 generál Dedo von Schenck (11. 2. 1853 Mansfeld – 28. 4. 1918 Wiesbaden)

## Vývod z předků
|                      |                                              |  |                                             |                                                            |  |  |  |  |  |  |  | Karel Alexandr Württemberský |
|                      |                                              |  |                                             |                                                            |  |  |  |  |  |  |  |                              |
|                      | Fridrich II. Evžen Württemberský             |  |                                             |                                                            |  |  |  |  |  |  |  |                              |
|                      |                                              |  |                                             |                                                            |  |  |  |  |  |  |  |                              |
|                      |                                              |  |                                             | Marie Augusta Thurn-Taxis                                  |  |  |  |  |  |  |  |                              |
|                      |                                              |  |                                             |                                                            |  |  |  |  |  |  |  |                              |
|                      | Fridrich I. Württemberský                    |  |                                             |                                                            |  |  |  |  |  |  |  |                              |
|                      |                                              |  |                                             |                                                            |  |  |  |  |  |  |  |                              |
|                      |                                              |  |                                             | Fridrich Vilém Braniborsko-Schwedtský                      |  |  |  |  |  |  |  |                              |
|                      |                                              |  |                                             |                                                            |  |  |  |  |  |  |  |                              |
|                      | Bedřiška Braniborsko-Schwedtská              |  |                                             |                                                            |  |  |  |  |  |  |  |                              |
|                      |                                              |  |                                             |                                                            |  |  |  |  |  |  |  |                              |
|                      |                                              |  |                                             | Žofie Dorota Pruská                                        |  |  |  |  |  |  |  |                              |
|                      |                                              |  |                                             |                                                            |  |  |  |  |  |  |  |                              |
|                      | Pavel Württemberský                          |  |                                             |                                                            |  |  |  |  |  |  |  |                              |
|                      |                                              |  |                                             |                                                            |  |  |  |  |  |  |  |                              |
|                      |                                              |  |                                             | Karel I. Brunšvicko-Wolfenbüttelský                        |  |  |  |  |  |  |  |                              |
|                      |                                              |  |                                             |                                                            |  |  |  |  |  |  |  |                              |
|                      | Karel Vilém Ferdinand Brunšvický             |  |                                             |                                                            |  |  |  |  |  |  |  |                              |
|                      |                                              |  |                                             |                                                            |  |  |  |  |  |  |  |                              |
|                      |                                              |  |                                             | Filipína Šarlota Pruská                                    |  |  |  |  |  |  |  |                              |
|                      |                                              |  |                                             |                                                            |  |  |  |  |  |  |  |                              |
|                      | Augusta Brunšvicko-Wolfenbüttelská           |  |                                             |                                                            |  |  |  |  |  |  |  |                              |
|                      |                                              |  |                                             |                                                            |  |  |  |  |  |  |  |                              |
|                      |                                              |  |                                             | Frederik Ludvík Hannoverský                                |  |  |  |  |  |  |  |                              |
|                      |                                              |  |                                             |                                                            |  |  |  |  |  |  |  |                              |
|                      | Augusta Frederika Hannoverská                |  |                                             |                                                            |  |  |  |  |  |  |  |                              |
|                      |                                              |  |                                             |                                                            |  |  |  |  |  |  |  |                              |
|                      |                                              |  |                                             | Augusta Sasko-Gothajská                                    |  |  |  |  |  |  |  |                              |
|                      |                                              |  |                                             |                                                            |  |  |  |  |  |  |  |                              |
| August Württemberský |                                              |  |                                             |                                                            |  |  |  |  |  |  |  |                              |
|                      |                                              |  |                                             |                                                            |  |  |  |  |  |  |  |                              |
|                      |                                              |  | Arnošt Fridrich II. Sasko-Hildburghausenský |                                                            |  |  |  |  |  |  |  |                              |
|                      |                                              |  |                                             |                                                            |  |  |  |  |  |  |  |                              |
|                      | Arnošt Fridrich III. Sasko-Hildburghausenský |  |                                             |                                                            |  |  |  |  |  |  |  |                              |
|                      |                                              |  |                                             |                                                            |  |  |  |  |  |  |  |                              |
|                      |                                              |  |                                             | Karolína Erbašsko-Fürstenauská                             |  |  |  |  |  |  |  |                              |
|                      |                                              |  |                                             |                                                            |  |  |  |  |  |  |  |                              |
|                      | Fridrich Sasko-Altenburský                   |  |                                             |                                                            |  |  |  |  |  |  |  |                              |
|                      |                                              |  |                                             |                                                            |  |  |  |  |  |  |  |                              |
|                      |                                              |  |                                             | Arnošt August I. Sasko-Výmarsko-Eisenašský                 |  |  |  |  |  |  |  |                              |
|                      |                                              |  |                                             |                                                            |  |  |  |  |  |  |  |                              |
|                      | Ernestina Sasko-Výmarská                     |  |                                             |                                                            |  |  |  |  |  |  |  |                              |
|                      |                                              |  |                                             |                                                            |  |  |  |  |  |  |  |                              |
|                      |                                              |  |                                             | Žofie Šarlota Braniborsko-Bayreuthská                      |  |  |  |  |  |  |  |                              |
|                      |                                              |  |                                             |                                                            |  |  |  |  |  |  |  |                              |
|                      | Šarlota Sasko-Hildburghausenská              |  |                                             |                                                            |  |  |  |  |  |  |  |                              |
|                      |                                              |  |                                             |                                                            |  |  |  |  |  |  |  |                              |
|                      |                                              |  |                                             | Karel Ludvík Fridrich Meklenbursko-Střelický               |  |  |  |  |  |  |  |                              |
|                      |                                              |  |                                             |                                                            |  |  |  |  |  |  |  |                              |
|                      | Karel II. Meklenbursko-Střelický             |  |                                             |                                                            |  |  |  |  |  |  |  |                              |
|                      |                                              |  |                                             |                                                            |  |  |  |  |  |  |  |                              |
|                      |                                              |  |                                             | Alžběta Sasko-Hildburghausenská                            |  |  |  |  |  |  |  |                              |
|                      |                                              |  |                                             |                                                            |  |  |  |  |  |  |  |                              |
|                      | Šarlota Georgina Meklenbursko-Střelická      |  |                                             |                                                            |  |  |  |  |  |  |  |                              |
|                      |                                              |  |                                             |                                                            |  |  |  |  |  |  |  |                              |
|                      |                                              |  |                                             | Jiří Vilém Hesensko-Darmstadtský                           |  |  |  |  |  |  |  |                              |
|                      |                                              |  |                                             |                                                            |  |  |  |  |  |  |  |                              |
|                      | Frederika Hesensko-Darmstadtská              |  |                                             |                                                            |  |  |  |  |  |  |  |                              |
|                      |                                              |  |                                             |                                                            |  |  |  |  |  |  |  |                              |
|                      |                                              |  |                                             | Marie Luisa Albertina Leiningensko-Falkenbursko-Dagsburská |  |  |  |  |  |  |  |                              |
|                      |                                              |  |                                             |                                                            |  |  |  |  |  |  |  |                              |